# Franz Dusika
Franz "Ferry" Dusika (31 de março de 1908 — 12 de fevereiro de 1984) foi um ciclista austríaco. No ciclismo de pista, ele competiu em duas provas nos Jogos Olímpicos de Verão de 1928 e mais duas em 1936, sem conquistar medalhas. A arena Ferry-Dusika-Hallenstadion, em Viena, é nomeada após ele.